# Ями (Лодзинське воєводство)
Ями (пол. Jamy) — село в Польщі, у гміні Ґрабув Ленчицького повіту Лодзинського воєводства.
Населення — 28 осіб (2011).
У 1975-1998 роках село належало до Конінського воєводства.

## Демографія
Демографічна структура станом на 31 березня 2011 року:
|          | Загалом | Допрацездатний вік | Працездатний вік | Постпрацездатний вік |
| -------- | ------- | ------------------ | ---------------- | -------------------- |
| Чоловіки | 13      | 4                  | 6                | 3                    |
| Жінки    | 15      | 4                  | 7                | 4                    |
| Разом    | 28      | 8                  | 13               | 7                    |